# Корсукова
Корсукова — деревня в Качугском районе Иркутской области России. Входит в состав Харбатовского муниципального образования. Находится примерно в 33 км к юго-востоку от районного центра.

## Население
По данным Всероссийской переписи, в 2010 году в деревне проживало 187 человек (99 мужчин и 88 женщин).